# 姚銑 (永樂進士)
姚銑（？—1449年），字孟聲，福建福州府侯官縣人，明朝政治人物。

## 生平
永樂十八年（1420年）庚子科福建鄉試舉人，二十二年（1424年）甲辰科二甲第二十八名進士。宣德元年（1426年）任刑科給事中，後升兵科都給事中，死於土木堡之變。